# Mark Falco
Mark Peter Falco (* 22. Oktober 1960 in Metropolitan Borough of Bethnal Green, London) ist ein ehemaliger englischer Fußballspieler.

## Sportlicher Werdegang
Falco rückte 1979 als vormaliger Jugendspieler in die Wettkampfmannschaft von Tottenham Hotspur auf, war aber unter Trainer Keith Burkinshaw zunächst vornehmlich Ergänzungsspieler in der Offensive. Beim Gewinn des Titels im FA Cup 1980/81 gehörte er weder im gegen Manchester City nach Verlängerung 1:1-Unentschieden endenden regulären Finalspiel noch beim 3:2 gewonnenen Wiederholungsspiel am 14. Mai 1981 im nach den seinerzeitigen Pokalregularien nur zwölf Spieler umfassenden Finalkader. Beim Spiel um den FA Charity Shield gegen den amtierenden Meister Aston Villa war er jedoch einer der entscheidenden Spieler für den geteilten Titel: sowohl ihm als auch Peter Withe auf gegnerischer Seite gelang jeweils ein Doppelpack zum 2:2-Remis im Wembley-Stadion. Dennoch hatte er in der Folge einen schweren Stand, war bei der Titelverteidigung im FA Cup 1981/82 gegen die Queens Park Rangers erneut nicht im Kader und wurde Ende 1982 an den FC Chelsea verliehen, erst anschließend etablierte er sich als Stammspieler. Die von Burkinshaw trainierte Mannschaft um Mannschaftskapitän Steve Perryman, Chris Hughton, Steve Archibald und Gary Stevens erreichte im UEFA-Pokal 1983/84 das Endspiel gegen den RSC Anderlecht. Nachdem das Hinspiel durch Treffer von Morten Olsen und Paul Miller sowie das Rückspiel durch Treffer von Alexandre Czerniatynski und Graham Roberts jeweils 1:1-Unentschieden endete, musste das Elfmeterschießen entscheiden. Falco trat den zweiten Strafstoß der Londoner und traf, insgesamt setzten sich die Hotspurs mit vier verwandelten Elfmetern durch und holten den Titel.
1986 wechselte Falco innerhalb der First Division zum FC Watford, nach einer Spielzeit zog der Stürmer zu den Glasgow Rangers nach Schottland weiter. Bereits im Dezember 1987 kehrte er jedoch nach England zurück, als ihn die Queens Park Rangers unter Vertrag nahmen. Nach vier Jahren zog er innerhalb Londons zum FC Millwall in die Second Division weiter, wo er jedoch 1992 verletzungsbedingt seine Karriere beenden musste.
Mitte der 1990er Jahre versuchte sich Falco kurzzeitig als Trainer des FC Worthing im Non-League Football. Später betätigte er sich gemeinsam mit seinem ehemaligen Hotspur-Mitspieler John Pratt als Unternehmer.